# Christian Molbech
Christian Molbech (8. oktober 1783 – 23. juni 1857) var en dansk historiker, litteraturhistoriker, digter, sprogforsker, bibliotekar, redaktør og stifter af Historisk Tidsskrift, stifter af Historiske forening, historisk og politisk journalist og udgiver af historiske kilder. Som historiker var han kendt for at skildre "det store navnløse folks, ikke kun kongernes" historie, altså arbejderklassens og bøndernes liv, ikke kun gerninger af de kongelige og adelige.
Molbech var født og opvokset på Molbechs hus, sin fars tjenestebolig ved Akademiet i Sorø. Christian var søn af norske hovmester og matematiklærer på Sorø Akademi Johan Christian Molbech (1744-1824) og tyske Louise Philippine Friderica Tübel (1760-1829), datter af musiker og komponist Christian Gottlieb Tübel (1728-1776) fra Blankenburg. Barndomshjemmet var trods det fine hus og farens stilling præget af fattigdom og psykisk lidelse, da Christians mor led af psykisk sygdom med arrige anfald og tog opium for at dæmpe anfaldene. Udgifterne til morens opium ruinerede familiens økonomi og farens beskedne løn rakte knap nok til de 8 børn. Faren tog tilflugt fra familieproblemerne i violinspil og havedyrkning. Morens psykiske sygdom blev også arvet af Christians yngre bror, teologen Carl Fredrik M. (1785-1864), som led blandt andet af depression, og af andre af hendes efterkommere. Christian selv led også af svag psykisk helbred og var i voksenlivet berygtet for sin stridighed og hidsighed, som nævnt i flere af hans biografier. På Bakkehuset havde han endda øgenavnet "Ulven" pga. sit dårlige temperament..
Christian var tosproget siden barndommen, da hans mor livet igennem talte og skrev på tysk med både sin mand og børn, og Christian skrev også breve på tysk til hende. Faren indskrev syvårige Christian som søkadet på Akademiet og underviste ham også privat i matematik, astronomi og sprog. Da Christian var 13 år, ville faren sende ham med skib til et familiemedlem i dansk-indisk koloni Serampore, så Christian kunne blive udlært i handel og få en god karriere, men drengen blev så syg af hjemve, at han aldrig nåede længere end til Helsingør med skibet og vendte hjem.
Da Christian var så fattig hjemmefra, havde han ikke råd til at gå på gymnasiet eller have privat-lærer og blev nødt til at lære sig selv nok til at kunne bestå studentereksamen og gå på universitetet. Han elskede at læse og brugte de få penge han havde på at købe bøger, som han efter læsning solgte videre eller udlånte i hans egen lille udlånsforretning. Han tog også så tit han kunne til København, hvor han tilbragte flere timer dagligt på at studere bøger på Det Kongelige Bibliotek, hvor han også stiftede bekendtskab med hovedbibliotekar og professor Rasmus Nyerup. Han startede endelig i november 1802 som student på Københavns Universitet og begyndte at læse jura, men blev aldrig færdig med sin embedseksamen, da jura ikke synderligt interesserede ham og valgte i stedet at hellige sig biblioteksarbejde og arbejde indenfor litteratur og sprog. Rasmus Nyerup hjalp ham med at skaffe forefaldende arbejder ved det Kongelige Bibliotek og fik ham også fastansat der i løbet af 2 år. Christian debuterede som digter i 1810 og som historiker i 1813 (Historien om Ditmarskerkrigen), og fik hermed også succes som forfatter. Sin første faglige artikel skrev han allerede i år 1802 til "Minerva", Knud Lynge Rahbeks toneangivende tidsskrift om litteratur, kultur og teater. 
I 1804 blev Christian ansat som frivillig ved Det Kongelige Bibliotek, som han helt helligede sig. Selvom han ikke havde formel uddannelse, var han selvudlært, produktiv og ivrig forsker af historie, litteratur og det danske sprog. Han avancerede hurtigt og blev i 1805 fast ansat som Bibliotekets 1. sekretær, skrev flere fagbøger om biblioteksvæsnet og arbejdede for Biblioteket resten af sit liv. I 1829 efterfulgte han Knud Lyhne Rahbek som professor i kunsthistorie på Københavns Universitet. Han var derudover direktør for Det Kgl. Teater 1830-1842. I 1839 var han med til at grundlægge Den danske historiske Forening, og han blev dermed den første redaktør af Historisk Tidsskrift, som i dag er verdens ældste eksisterende videnskabelige, historiske tidsskrift. Han skrev i Historisk Tidsskrift frem til sin død.
Som forfatter var Molbech meget produktiv og bl.a. hans mange værker kan nævnes Ditmarskerkrigen (1813), Dansk Ordbog (1828-1833) og Dansk Dialektlexikon (1833-1841).
Desuden udgav han Historiske Aarbøger til Oplysning og Veiledning i Nordens, særdeles Danmarks Historie I-III (1845-1851), som var ment som håndbøger for historikere og var med til at starte arbejdet med kronologien i dansk historie.
Som kritiker var han berygtet på grund af en sønderlemmende kritik af bl.a. H.C. Andersen første udgivne eventyr og historiske romaner af B.S. Ingemann.
I 1813 mødte Christian Johanne (Hanne) Christine Langberg (april 1793 - 24 juli 1879) på Bakkehuset, hvor han kom til salon hos Kamma Rahbek siden 1812. Han var også i perioden 1802-1808 skribent på Rahbeks "Minerva" og på hans egen efterfølger tidsskrift "Athene". Johanne var datter af tidligere ejer af Bakkehuset, justitsråd Knud Engelbreth Langberg (1760-1833) og Birgitte Marie Jacobsen (c. 1769-1829). Hendes far købte Bakkehuset i 1799, men opførte straks den mere moderne Ny Bakkegård i nærheden, og solgte gamle Bakkehuset til Knud Rahbek i 1802. Langberg-familien boede på Ny Bakkegård hvert år om sommeren og havde et nært venskab med Rahbekkerne. Johanne samt hendes søster Marie blev siden barndommen gode venner med Kamma, skrev breve med hende og kom tit på Bakkehuset. Selvom Christian også var blevet ven med Kamma og skrev med hende tit, kom han også op at skændes med hende. Der opstod et konflikt mellem ham og Kamma i sommeren 1813, og det blev kun værre i januar 1814, da han blev forelsket i hendes veninde Johanne. Selvom Christian og Kamma ikke længere var nære venner efter år 1815, kom han stadig til hendes salon i 1820erne, ikke mindst på grund af den forsonende Johanne og arbejdsforbindelser med Knud Rahbek. Christian og Johanne blev forlovede i 1819 og blev gift den 23. oktober 1820. I år 1821 blev de forældre til deres første søn Christian Knud Frederik Molbech, som fulgte i farens fodspor og blev digter og oversætter. Sønnesøn Oluf blev også forfatter. Christian Knud F. udgav senere sin fars brevveksling med Kamma og med Grundtvig. I år 1925 fik parret deres anden søn, Hans Langberg Molbech, som blev gårdsejer og tog også sin mors efternavn for at nærme sig Langberg-familien. Hans var udlært i landsvæsen og fik en gård i Sverige, hvor hans søn Christian Daniel M. også var født. Mellem årene 1852-1855 købte Christian Molbech en gård i Nordsjælland, som han fik sønnen Hans til at overtage og forvalte.
Christian Molbech døde i juni 1857 i København i en alder af 73 år og blev begravet i det Molbechske familiegravsted på Sorø Gamle Kirkegård, hvor også hans digtersøn Chr. Knud Frederik hviler. Deres fælles gravsten er smykket med en rund metal-medaljon med Christians glatbarberede profil i baggrunden og sønnens skæggede profil i forgrunden.

## Hæder
- 1813: Medlem af Det kongelige danske Selskab for Fædrelandets Historie
- 1819: Titulær professor
- 1829: Medlem af Videnskabernes Selskab
- Justitsråd 1829, etatsråd 1845
- Ridder af Dannebrogordenen 1836, Dannebrogsmand 1842 og Kommandør 1853